# Ас Скотланд-Ярда
«Ас Скотланд-Ярда» (англ. The Ace of Scotland Yard) — американский киносериал, первый сериал со звуком, демонстрирован только в кинотеатрах. Сериал утерян.

## Сюжет
Ангус Блейк, инспектор в отставке, пытается поймать вора алмазов, который называет себя Королевой Алмазов. Вор собирается похитить ценное кольцо лорда Блэктона, которое, согласно легенде, проклято.

## Производство
Сериал состоял из десяти серий, каждая из которых помещалась на двух катушках плёнки. Были выпущены две версии сериала: немая и звуковая.

## Названия серий
1. Роковое кольцо (англ. The Fatal Circlet)
2. Крик в ночи (англ. A Cry in the Night)
3. Подземелье смерти (англ. The Dungeon of Doom)
4. Угроза мумии (англ. Menace of the Mummy)
5. В глубинах старого дома (англ. The Depths of Limehouse)
6. Живой или мёртвый (англ. Dead or Alive)
7. Тени страха (англ. Shadows of Fear)
8. Ловушка (англ. The Baited Trap)
9. Битва умов (англ. A Battle of Wits)
10. Роковое решение (англ. The Fatal Judgement)

## В ролях
- Кроуфорд Кент — инспектор Ангус Блейк
- Флоренс Аллен — леди Диана Блэнтон
- Альберт Приско — принц Дариус
- Монте Монтегью — Джарвис
- Грейс Кунард — Мэри Дювин
- Герберт Прайор — лорд Блэнтон